# 武汉大道

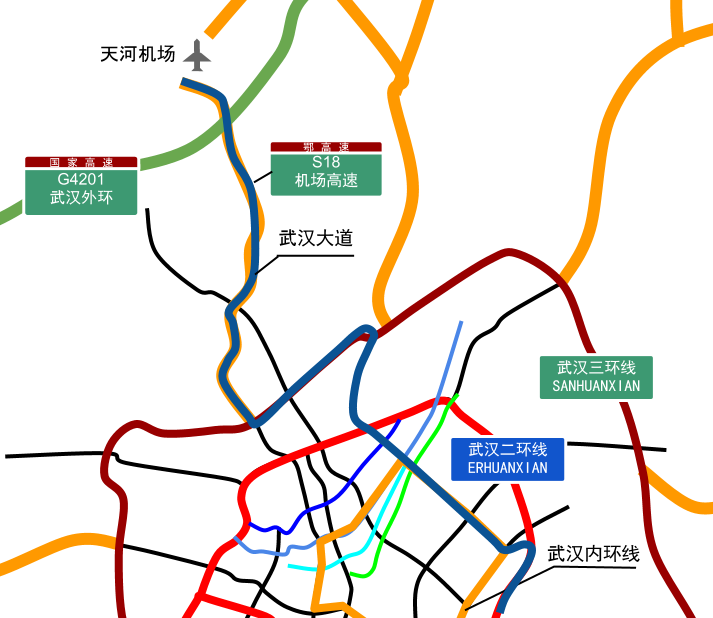
武汉大道在武汉路网中的位置，深蓝色线路为武汉大道

武汉大道是中国湖北省武汉市的一条快速路，起于天河机场，终于水果湖地区的双湖桥。

## 概览
实际上武汉大道并非一条传统意义上新建的完整道路，而是结合新建高架桥、隧道和改造后的既存道路，对道路重新命名后产生的，类似于中国高速公路对部分省份互相连接的道路重新命名的行为。
武汉大道中还存在“之”字形走向的道路，使得其看起来更不像是一条普通意义上的道路。（见右图）
在远期计划中，武昌到达机场的线路将是：黄浦路立交一金桥大道一岱黄公路一汉十高速一机场北门。

## 历史
2009年5月21日，省委省政府提出的规划方案通过。
2011年1月8日，徐东大街高架桥通车。
2011年4月30日，改造后的东湖路通车。
2011年5月31日，竹叶山立交桥部分通车。
2011年9月30日，金桥大道通车。全线通车。

## 具体走向
武汉大道是在既有线路上升级改造产生的，横跨江岸、武昌、洪山三区。
从天河机场到武汉三环线常青花园立交桥，是既有的武汉机场高速公路。
从常青花园立交桥到竹叶山立交桥，是既有的武汉三环线。
从竹叶山立交桥到武汉长江二桥，是新建的金桥大道高架桥、竹叶山立交桥、及新建的黄浦大街高架桥。
过了长江二桥，是新建的徐东大街高架桥。
经过一段路面道路后，是既有的岳家嘴立交桥。
从岳家嘴立交桥到二环线梨园隧道，是经过快速路改造的徐东大街。
从梨园隧道到水果湖隧道，是经过改造的武汉二环线东湖路段。
如果进入水果湖隧道，则进入武汉二环线，可前往新建的珞狮北路高架桥。不进入，再往前开数百米，则进入省委省政府所在的水果湖地区。

## 修建目的
这条快速路是湖北省当局迎接法国总统希拉克后提出的，对于改善武汉市的城市面貌有决定作用。所以这条道路的规划提出者是湖北省，而并非武汉市。

## 主线建设标准
1)道路等级：主线为城市快速路。
2)设计车速：主线60 km／h，双向6车道；地面辅道40 km／h．双向6车道：立交及上下桥匝道30～40km／h。
3)车道宽度：主线大车道及混行车道3．75m／条，小车道3．5 m／条：辅路车道3．5 m／条。
4)净高标准：快速通道主线及沿线主要干道通行净高≥5．0 m：跨铁路桥下净高≥8．5 m：考虑快速公交设站需要和提高视线的通透性要求，条件许可的情况下．快速通道主线桥下净高≥8．5 m。自行车道、人行道净高≥2．5 m。
5)路面横坡度：主线高架桥1．5％ 。地面辅道车行道1．5％ ．地面人行道2％。立交匝道根据设计车速、曲线半径分别设置了2％ 、3％ 、4％的超高，超高旋转轴均为设计中线。
6)路面设计轴载：BZZ一100 kN